# Efrain Gutiérrez
César Efraín Gutiérrez Álvarez (1954. május 7. –) hondurasi válogatott labdarúgó, edző.

## Pályafutása

### Klubcsapatban
1981 és 1985 között a Pumas UNAH csapatában játszott. 

### A válogatottban
A hondurasi válogatott tagjaként részt vett az 1982-es világbajnokságon. A Spanyolország és az Észak-Írország elleni csoportmérkőzésen kezdőként lépett pályára.

## Sikerei, díjai
Pumas UNAH
- Hondurasi bajnok (1): 1983–84

Honduras
- CONCACAF-bajnokság (1): 1981